# Remission (Mastodon)
Remission è il primo album in studio del gruppo musicale progressive metal/sludge metal statunitense Mastodon, pubblicato nel 2002 dalla Relapse Records.

## Il disco
Molte delle canzoni sono state scritte molto tempo prima la pubblicazione dell'album: "Worhorse" fu suonata per la prima volta a Memphis nel 2001, "Trampled Under Hoof", "Where Strides the Behemoth", "Crusher Destroyer" e "Mother Puncher" sono state tutte suonate ad uno show in radio il 7 agosto 2001 e "Trainwreck" risale al periodo in cui Eric Saner era ancora il cantante della band.
La canzone "Crusher Destroyer" ha fatto parte della colonna sonora di Tony Hawk's Underground, inoltre all'inizio del brano si trova anche un estratto di Jurassic Park: il ruggito di un Tyrannosaurus rex e Lex che urla il nome di suo fratello Timmy quando i due vengono attaccati mentre si trovano all'interno della macchina.

## Tema e copertina
Il cantante e bassista Troy Sanders ha dichiarato che l'album ha sullo sfondo il fuoco come filo conduttore, ma che comunque non si tratta di un concept album.
La copertina è stata disegnata da Paul Romano che si è ispirato ad un sogno del batterista Brann Dailor in cui compariva la sorella del batterista, scomparsa all'età di 15 anni, mentre raffigurava un cavallo infuocato e un susseguente olocausto nucleare. Dailor raccontò questo sogno a Romano dopo un concerto a Philadelphia e l'artista fu così toccato da usarlo come ispirazione per il proprio lavoro.

## Ristampe
La prima ristampa è stata pubblicata il 21 ottobre 2003, nello stesso giorno della diffusione del video di "March of the Fire Ants". Il video ha ricevuto diversi passaggi su Uranium e Headbangers Ball.
La versione deluxe dell'album contiene un DVD bonus contenente una registrazione professionale del set di nove canzoni suonate al The Masquerade di Atlanta, Georgia, il 1º dicembre 2002, insieme ad altro materiale inedito.
Inoltre nel CD audio è inclusa anche la cover dei Thin Lizzy "Emerald".

## Tracce
1. Crusher Destroyer – 2:00
2. March of the Fire Ants – 4:25
3. Where Strides the Behemoth – 2:55
4. Workhorse – 3:45
5. Ol'e Nessie – 6:05
6. Burning Man – 2:47
7. Trainwreck – 7:03
8. Trampled Under Hoof – 3:00
9. Trilobite – 6:29
10. Mother Puncher – 3:49
11. Elephant Man – 8:03 (Il brano "Elephant Man" si conclude al minuto 5:40. Dopo un minuto di silenzio, a 6:40 come traccia fantasma si sente il rumore continuo della pioggia.)
12. Emerald (Thin Lizzy) – 3:49*

*Traccia bonus edizione deluxe

### Tracce DVD edizione deluxe
1. Ol'e Nessie (Live)
2. March of the Fire Ants (Live)
3. Hail to Fire (Live)
4. Where Strides the Behemoth (Live)
5. Battle at Sea (Live)
6. Mother Puncher (Live)
7. Burning Man (Live)
8. Workhorse (Live)
9. Crusher Destroyer (Live)

## Formazione
- Brent Hinds - chitarra, voce
- Bill Kelliher - chitarra
- Troy Sanders - basso, voce
- Brann Dailor - batteria